# 河南省监察委员会
河南省监察委员会，简称河南省监委，是中华人民共和国河南省的省级地方国家监察机关，与中国共产党河南省纪律检查委员会合署办公。

## 历史沿革
2018年2月1日上午，河南省监察委员会正式挂牌成立。

## 组织机构
- 办公厅
- 组织部
- 宣传部
- 机关党委
- 研究室
- 法规室
- 信访室
- 案件监督管理室
- 案件审理室
- 党风政纪监督室
- 第一至第八监督检查室
- 第九至第十五审查调查室
- 外事合作室
- 纪检监察干部监督室
- 网络信息室
- 综合事务管理室
- 离退休干部工作室

事业单位
- 河南纪检监察宣教基地
- 机关服务中心
- 河南省廉政文化教育中心

## 历任领导
第十三届人大
- 任期：2020年1月31日－
- 主任：任正晓（2020年1月30日－2021年1月21日）、曲孝丽（2021年1月21日－）
- 副主任：刘荃（－2021年11月27日）、杨正超（－2019年3月29日）、吴宏亮（－2021年11月27日）、阮金泉（－2020年9月26日）、张越（2021年7月30日－）、刘国栋（2021年11月27日－）、别荣海（2021年11月27日－）、连红兵（2021年11月27日－）
- 委员：刘金志（－2021年4月2日）、张光明（－2021年9月29日）、赵连生、韩兆印、刘建国（－2019年5月31日[3]）